# Lintneria pseudostigmatica
Lintneria pseudostigmatica là một loài bướm đêm thuộc họ Sphingidae. Loài này có ở México.
It is similar in size và pattern to Lintneria eremitus, nhưng cánh mỏng hơn, màu nền đầu và phía trên cánh trước nâu xám hơn.
Ấu trùng được ghi nhận ăn các loài Salvia ballotaeflora.